# Continental Navy
Continental Navy (Kontynentalna Marynarka Wojenna) – morskie siły zbrojne Trzynastu kolonii, a następnie Stanów Zjednoczonych, utworzone w 1775 roku dzięki staraniom Johna Adamsa.